# 北条邦時
北条 邦時（ほうじょう くにとき）は、鎌倉時代末期の北条氏得宗家の嫡子。鎌倉幕府第14代執権・北条高時の長男。母は御内人・五大院宗繁の妹（娘とする系図もある）。乳母父は長崎思元。邦時の死後、中先代の乱を起こした北条時行は異母弟である。

## 生涯
元徳3年/元弘元年（1331年）12月15日に元服した時は7歳であり、逆算すると生年は正中2年（1325年）となるが、同年11月22日付の金沢貞顕の書状によれば、「太守御愛物」（高時の愛妾）である常葉前が同日暁、寅の刻に男子を生んだことが書かれており、貞顕が「若御前」と呼ぶこの男子がのちの邦時であったことが分かる。同書状では高時の母（大方殿・覚海円成）や正室の実家にあたる安達氏一門が御産所へ姿を現さなかったことも伝えており、嫡出子ではない（庶長子であった）邦時の誕生に不快を示したようである。
翌3年（1326年、4月嘉暦に改元）3月13日に高時が病により出家して執権を辞任。その後継者として安達氏は高時の弟・泰家を推したが、泰家の執権就任を阻みたい長崎氏（円喜・高資など）によって邦時が後継者に推される。しかし、当時の邦時は生後3カ月（数え年でも2歳）の幼児であり、得宗の家督を継いだとしても幕府の役職に就くことはできず、邦時成長までの中継ぎとして同月16日に長崎氏は連署であった貞顕を執権に就けるが、安達氏による貞顕暗殺の風聞が流れたこともあって貞顕は僅か10日で辞任（嘉暦の騒動）、代わって中継ぎの執権には赤橋守時が就任した。
この後、元徳元年（1329年）の貞顕（法名崇顕）の書状には「太守禅閣嫡子若御前」とあって最終的に高時の後継者となったようであり、慣例に倣って、7歳になった同3年（1331年）12月に元服が行われた。儀式は幕府御所にて執り行われ、将軍・守邦親王の偏諱を受けて、邦時と名乗った。
元弘3年/正慶2年（1333年）5月、 元弘の乱で新田義貞が鎌倉を攻めた際、邦時は父が自刃する前に伯父である五大院宗繁に託され、鎌倉市内に潜伏した。だが、北条の残党狩りが進められる中で、宗繁は褒賞目当てに邦時を裏切ろうと考えた。邦時は宗繁に言いくるめられて別行動をとり、27日の夜半に鎌倉から伊豆山へと向かった。一方、宗繁がこれを新田軍の船田義昌に密告したため、28日の明け方に邦時は伊豆山へ向かう途上の相模川にて捕らえられてしまった。邦時はきつく縄で縛られて馬に乗せられ、白昼鎌倉へ連行されたのち、翌29日の明け方に処刑された。享年9。『太平記』では、連行される邦時の姿を見た人やそれを伝え聞いた人も、涙を流さなかった人はいなかった、と記されている。
なお、宗繁は主君であり自身の肉親でもある邦時を売り飛ばし、死に追いやった前述の行為が｢不忠｣であるとして糾弾され、義貞が処刑を決めた後に辛くも逃亡したものの、誰一人として彼を助けようとはせず、時期は不明だが餓死したという。

## 略歴
（　）内は年齢（数え年）。
- 正中2年（1325年）11月22日：生誕。（1）
- 元徳3年/元弘元年（1331年）12月15日：幕府御所にて元服、「邦時」と称す。（7）
- 元弘3年/正慶2年（1333年）5月22日：東勝寺合戦。父高時ら滅亡。この時、邦時は五大院宗繁に託されて伊豆山に脱出。（9）
- 元弘3年/正慶2年（1333年）5月29日：刑死。（享年9）